# Hoorn
Hoorn – gmina i miasto w Holandii (prowincja Holandia Północna). Hoorn położone jest nad jeziorem Markermeer, 40 km na północ od Amsterdamu. Prawa miejskie uzyskało w 1357. Liczy 68 152 mieszkańców (2007). Gmina zajmuje powierzchnię 52,49 km² (z czego 32,62 km² stanowi woda).
Miasto jest dużym ośrodkiem handlu produktami roślinnymi i mleczarskimi. W mieście, w każdy czwartek od połowy czerwca do początku września odbywa się targ serów będący atrakcją turystyczną. W czasie targu można oglądać pokazy folklorystyczne, grają zespoły muzyczne i występują zespoły taneczne.
Oprócz tego dużą rolę odgrywa rybołówstwo oraz produkcja małych łodzi, tekstyliów i urządzeń elektrycznych. Z ważniejszych zabytków należy wymienić dwa gotyckie kościoły: Hervormde Noorderkerk (1441) i Nederlands Gereformeerde Oosterkerk (1494), oprócz tego znajdują się tu: Wieża św. Marii (1508), Brama Wschodnia (1578), ratusz (1613), Szpital im. św. Jana (1563), Muzeum Zachodniofryzyjskie (1632).

## Urodzeni w Hoorn
- Nicole Koolhaas – holenderska siatkarka

## Galeria

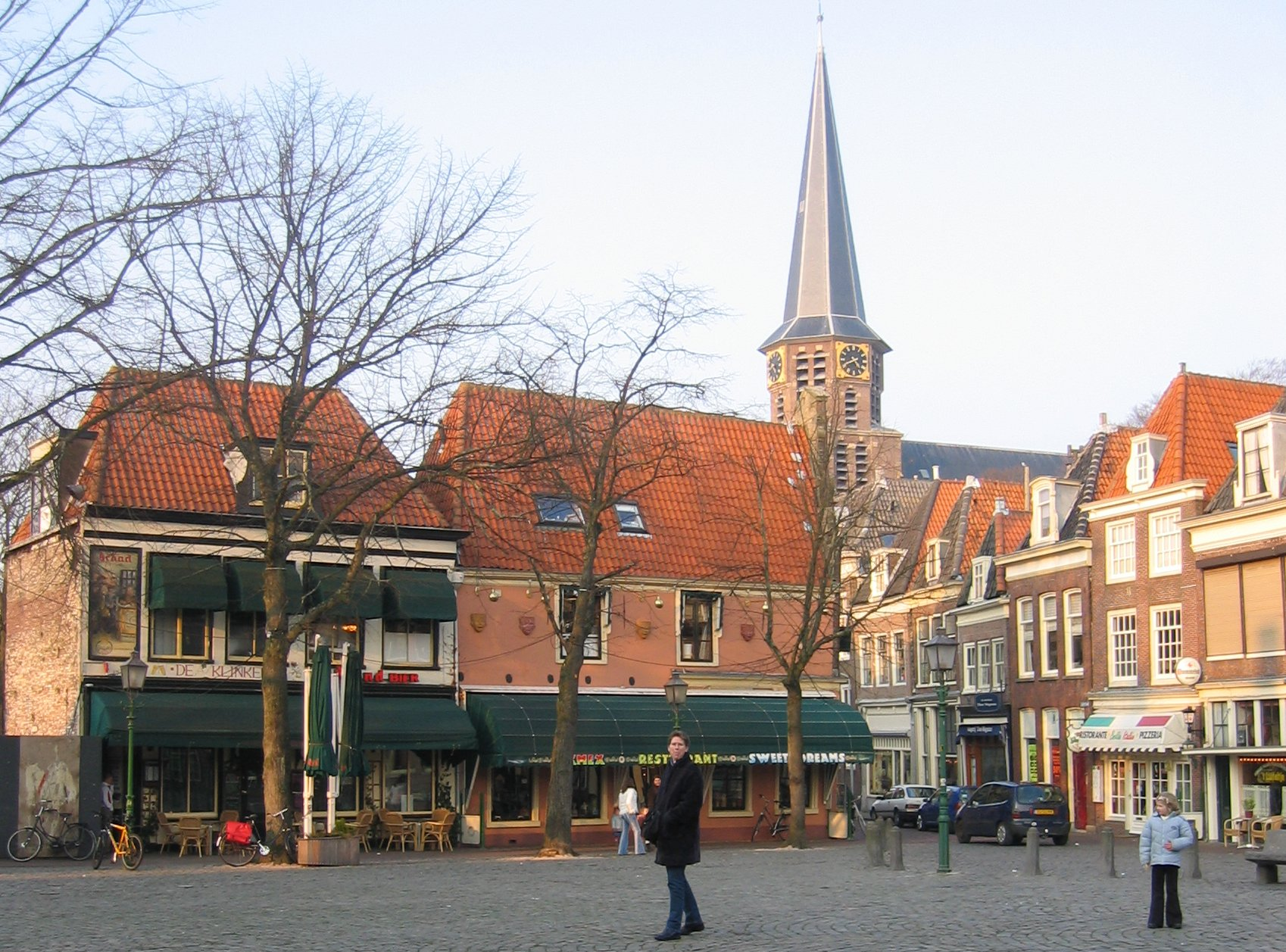
Rode Steen
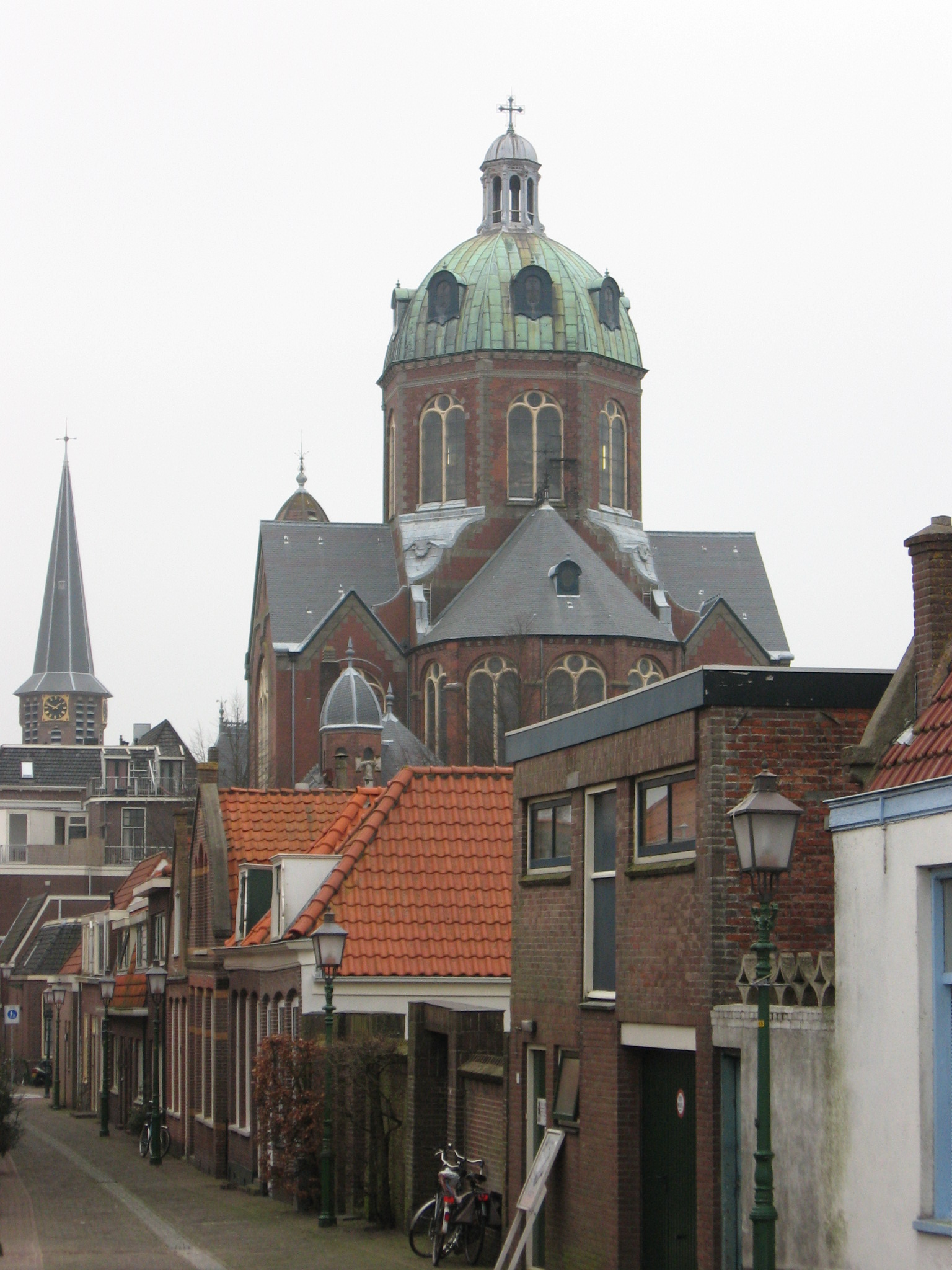
Koepelkerk
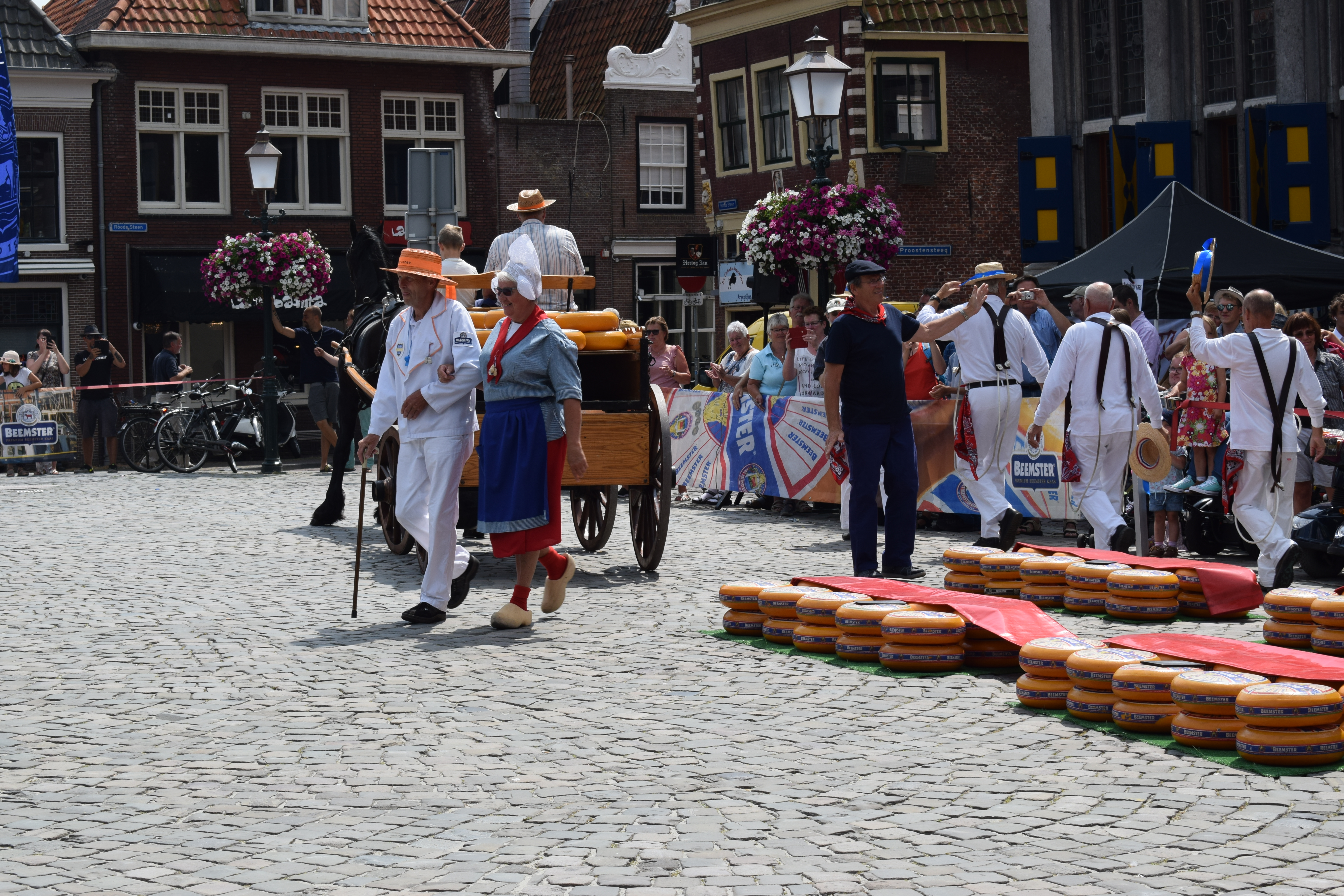
Targ serów
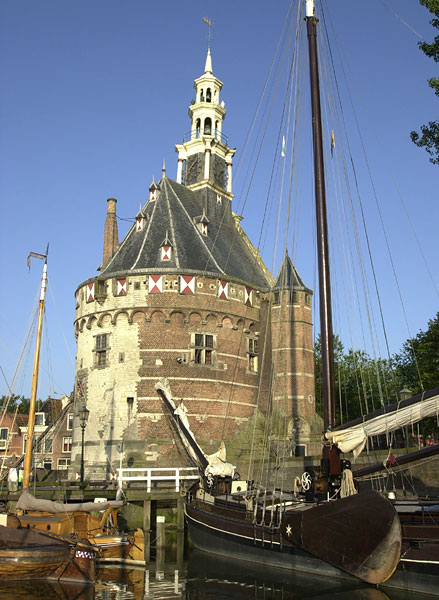
De Hoofdtoren
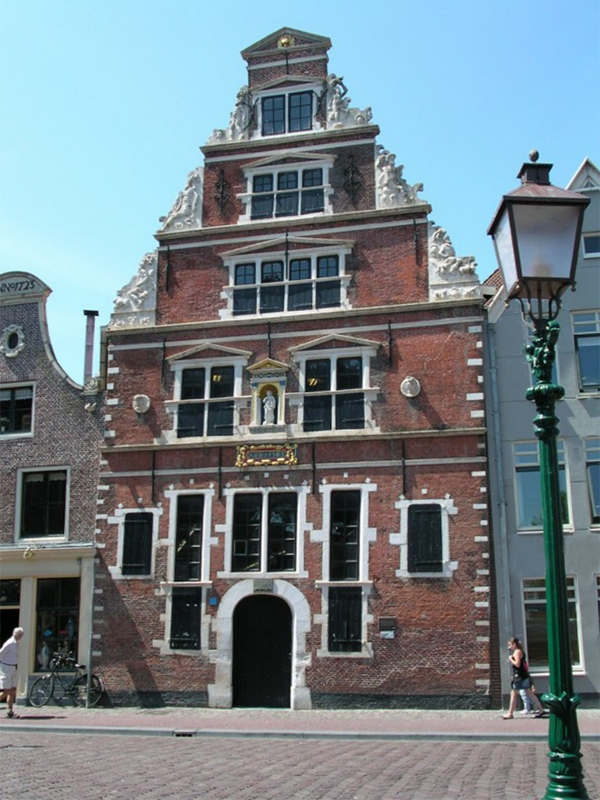
Sint Jans Gasthuis

## Miasta partnerskie
- Beersel, Belgia
- Malakka, Malezja
- Przybram, Czechy